# Condado de Luna
O Condado de Luna é um dos 33 condados do Estado americano do Novo México. A sede do condado é Deming, e sua maior cidade é Deming. O condado possui uma área de 7 680 km² (dos quais 0 km² estão cobertos por água), uma população de 25 016 habitantes, e uma densidade populacional de 3 hab/km² (segundo o censo nacional de 2000). O condado foi fundado em 16 de março de 1901.